# Pseudohadena seposita
Pseudohadena seposita är en fjärilsart som beskrevs av Rudolf Püngeler 1914. Pseudohadena seposita ingår i släktet Pseudohadena och familjen nattflyn. Inga underarter finns listade.